# Італійська війна (1494–1495)
Італійська війна 1494—1495 років — війна в Італії між Францією і Венеційською лігою. Почалася 1494 року з походу французького короля Карла VIII проти Неаполітанського королівства. 1495 року переросла у збройний конфлікт Франції з всеіталійською лігою у складі Папської держави, Венеції, Мілану, Флоренції, Генуї, а також Священної Римської імперії та Арагону. Закінчилася перемогою Венеційської ліги.

## Назва
- Перша Італійська війна (англ. First Italian War)
- Експедиція Карла VIII (італ. Discesa di Carlo VIII in Italia; La spedizione di Carlo VIII in Italia)[2]

## Хронологія
- 1494.01.25: помер неаполітанський король Фердинанд I. Трон успадкував його син Альфонс II, який також претендував на Міланське герцогство. Французький король Карл VIII, претендент на Неаполь, не визнав нового короля й розпочав підготовку до походу в Італію, з метою захопити неапольський трон.

- 1494.09.05 — 08: битва при Рапалло; французи перемогли неаполітанців, здобули і пограбували Рапалло.

- 1494.09.11: французький король Карл VIII і Людовік Орлеанський прибули до Асті, де уклали союз із міланським герцогом Людовіко Сфорцею і феррарською герцогинею Беатріче д'Есте.

- 1494.10.17: битва при Сант-Агаті; неаполітанці здобули тактичну перемогу.

- 1494.10.19 — 21: облога Мордано; французи і міланці здобули місто, проте перші вдалися до пограбунків.

- 1494.10.26 — 29: облога Фівіццано; французки здобули і пограбували місто.

- 1494.11.08 — 09: Флорентійське повстання проти Медичі, відновлено Флорентійську республіку.

- 1494.11.15: французи окупували Флоренцію.

- 1494.11.28: французи покинули Флоренцію і рушили на Рим.

- 1494.12.31: французи мирно вступили до Риму з дозволу папи римського Олександра VI, але заходилися грабувати місто.

- 1495: французи здобули та зруйнували замок Монте-Сан-Джованні-Кампано.

- 1495: французи пограбували Тусканію.

- 1495.02.22: французи захопили Неаполь без бою; неаполітанський король Фердинанд II втік до Сицилії, але повсюдний опір неаполітанських військ не припинився. Французький король Карл VIII коронувався неаполітанським королем і призначив у місто віце-короля. У Неаполі серед французів спалахнула перша в історії епідемія сифілісу, що була задокументована в історії.

- 1495.03.31: італійські держави у складі Неаполя, Папської держави, Венеції, Флоренції, Генуї та Мантуї, за участь Арагонського королівства і Священної Римської імперії утворили Венеційську Лігу з метою вигнати французів з Італії. Міланське герцогство розірвало союз із Францією і також приєдналося до Ліги.

- 1495.05.02: битва при Раппало; перемога військ Ліги, яка розбила французький флот і повернула місто. Лінії постачання Карла VIII були перерізані.

- 1495.05.30: Карл VIII вирушив назад до Франції, залишивши половину свого війська в Неаполі.

- 1495.06.11: французи Людовіка Орлеанського захопили Новару.

- 1495.06.28: битва при Семінарі; французи здобули тактичну перемогу, розбивши неаполітансько-арагонські війська

- 1495.07.06: битва при Форново; французи здобули тактичну перемогу і пробили собі дорогу до Франції, але втратили практично усю воєнну здобич.

- 1495.07.07: неаполітансько-арагонські війська відвоювали Неаполь, дозволивши Фердинанду ІІ повернутися.

- 1495.07.24: облога Новари; війська Ліги під командуванням феррарців розбили Людовіка Орлеанського і повернули місто.

- 1495.12.08: неаполітансько-арагонські війська здобули французький оплот в Новому замку Неаполя і полонили французького-віцекороля.

- 1495.09.24: французький король Карл VIII і міланський герцог Людовіко Сфорца уклали перемир'я.

- 1495.10.09: французький король Карл VIII і міланський герцог Людовіко Сфорца уклали Верчелльський мир, чим викликали обурення венеційців та арагонців.